# Luigi Baldi
Luigi Baldi (Romentino, 1º febbraio 1894 – Trecate, 9 marzo 1961) è stato un calciatore italiano, di ruolo terzino.

## Carriera
Dopo gli inizi nel Novara, fece il suo esordio con la Juventus contro il Vigor Torino l'11 ottobre 1914 in una sconfitta per 3-2, mentre la sua ultima partita fu contro il Genoa il 21 marzo 1915 in una sconfitta per 5-2 dove segnò il suo unico goal in maglia bianconera. Nella sua unica stagione alla Juventus collezionò 14 presenze ed una rete.

## Statistiche

### Presenze e reti nei club
| Stagione        | Club            | Campionato      | Campionato | Campionato |
| Stagione        | Club            | Comp            | Pres       | Reti       |
| --------------- | --------------- | --------------- | ---------- | ---------- |
| 1912-1913       | Novara          | Prima Categoria | ?          | ?          |
| 1913-1914       | Novara          | Prima Categoria | ?          | ?          |
| 1914-1915       | Juventus        | Prima Categoria | 14         | 1          |
| Totale Juventus | Totale Juventus |                 | 14         | 1          |
| Totale carriera | Totale carriera |                 | 14+        | 1+         |